# Glostrup Station
Glostrup Station er en jernbanestation i Glostrup på Høje Taastrup-banen mellem København H og Høje Taastrup. Stationen servicerer den sydlige del af Glostrup Kommune samt bydelen Brøndbyvester i Brøndby Kommune.
Stationen er et knudepunkt for bustrafikken vest for København. Buslinjerne 9A, 22, 123, 141, 149, 166, 300S, 500S og 847 standser ved Glostrup Station, mens buslinje 93N har stoppested 300 m nord for stationen.
Tunnelen under jernbanen, som forbinder stationsbygningen med perronen, når i nordenden til Glostrup Storcenter.

## Historie
Da den første jernbanestrækning i det nuværende Danmark (København-Roskilde) blev åbnet den 26. juni 1847, var Glostrup Station et af stoppene undervejs. Stationen blev placeret på det sted, hvor vejen mellem landsbyerne Glostrup og Brøndbyvester krydsede jernbanen.
Glostrups første stationsbygning eksisterede i ca. 70 år indtil 1918, hvor den nuværende stationsbygning blev opført i Nybarok stil af arkitekt Heinrich Wenck. Stationsbygningen blev i 2007 bygget sammen med det nyopførte indkøbscenter 2G shopping.
Den 17. juni 1953 åbnede S-togs-strækningen til Glostrup. Glostrup var endestation på S-togs-linjen mod vest, indtil den i 1963 blev forlænget til Taastrup og i 1986 yderligere forlænget til Høje Taastrup.
I dag er der udelukkende S-togs-drift til Glostrup Station. Linjerne B og Bx betjener stationen.
Fra åbningen af Øresundsbanen i 1998 frem til køreplansskiftet til K05 i januar 2005 gik en regionaltogslinje mellem Københavns Lufthavn, Kastrup Station og Roskilde Station. Køreplansskiftet fandt sted ved driftsdøgnsskiftet mellem K04 og K05. Adskillige timer inden køreplansskiftet blev togdriften indstillet over stort set hele Danmark (Dette skyldtes orkan over Danmark, ikke køreplansskiftet). På daværende tidspunkt kørte toget ad "Hvidovre-Kalvebod" med standsning i Glostrup.. Denne forbindelse via Ny Ellebjerg Station er nu genoptaget. Ved standsning i Glostrup optager et tog imidlertid dobbelt så meget kapacitet som et gennemkørende på den stærkt trafikerede hovedstrækning., og derfor blev denne service nedlagt igen. Til og med 2008-køreplanen (K08) standsede et enkelt InterCitytog mod København dog fortsat i Glostrup tidligt om morgenen. Efterfølgende blev øperronen mellem fjerntogssporene kun benyttet lejlighedsvist, indtil den blev spærret af i sommeren 2018, fordi den var i dårlig stand.  To nye perroner skal muliggøre regional- og intercitystop fra 2032.

### Gods
Glostrup Station havde tidligere en større godsaktivitet ved de to godsbanegårde vest for stationsbygningen. Den nærmeste lå på modsatte side af jernbanen og den fjerneste, hvor DSB Gods holdt til, lå et par hundrede meter væk på samme side af jernbanen som stationsbygningen. Der var desuden godsaktivitet via sporene til FDB's centrallager i Albertslund, hvor sporene stadig er synlige langs jernbanen til Vallensbæk Torvevej. Skandinavisk Motor Compagni, der importerer biler fra Volkswagen, Audi og Porsche, har stadig sit eget spor og tidligere fandtes der et spor mod syd, som endte i Philips' tidligere lager i industrikvarteret ved Kornmarksvej. Inden Post Danmark flyttede sin pakkesortering fra Københavns Postterminal til Priorparken i Brøndby, blev der anlagt et jernbanespor i forlængelse af Glostrup Stations godsspor.

## Letbanestation
I efteråret 2025 forventes der at åbne en letbanestation på Ring 3 Letbane i området mellem stationen og busterminalen. Letbanen som sådan kommer til at ligge på Søndre Ringvej, men der bliver anlagt en udfletning, så letbanetog kan dreje ind til stationen. Her vil de så skifte retning, før de fortsætter videre. Letbanestationen kommer til at bestå af tre spor og to perroner.
Sideløbende er der planer om at genoptage forbindelsen mellem Københavns Lufthavn Kastrup og Glostrup. I 2017 udarbejdede Banedanmark et beslutningsgrundlag med tre forskellige ambitionsniveauer. I den billigste løsning får Glostrup en ny perron til fjerntog men uden mulighed for senere udbygning. I mellemløsningen foreligger denne mulighed. I den dyreste løsning til 410 mio kr kommer der to perroner og fire spor til fjerntog.

## Busser
Busterminalen nord for stationen består af otte stoppesteder:
- 300S mod Gammel Holte eller Lyngby st., 500S mod Kokkedal st., Birkerød st. eller Ballerup st.
- 19 mod Valbyparken
- 123 mod Roskilde st.
- 166 mod Vallensbæk st., 166 mod Værebroparken
- 300S mod Ishøj st.
- 500S mod Ørestad st. eller Brøndby Strand st.
- 847 Servicebus for Glostrup Kommune
- 141 mod Albertslund st., 149 mod Albertslund st.

Syd for stationen er der ét stoppested:
- 22 mod Husum Torv

På Hovedvejen, 300 m nord for stationen, har følgende buslinjer endvidere stoppested:
- 93N mod Roskilde st. eller Oldvejsparken, 93N mod Københavns Rådhusplads

## Galleri
- Wikimedia Commons har flere filer relateret til Glostrup Station

- Stationsbygningen set fra banesiden.
- S-togsperronen.
- Fjerntogsperronen der så småt gror til.
- Den østlige af de to perrontunneller.
- Nedgang til den vestlige perrontunnel.
- Stationsterrænet set fra broen for Søndre Ringvej.
- Portalen ud mod Banegårdspladsen er bygget af Nexøsandsten (sv)

## Antal rejsende
Ifølge Østtællingen var udviklingen i antallet af dagligt afrejsende med fjerntog:
| År   | Antal | År   | Antal |
| ---- | ----- | ---- | ----- |
| 1998 | 446   | 2004 | 626   |
| 2000 | 576   | 2005 |       |
| 2001 | 476   | 2006 | 21    |
| 2002 | 416   | 2007 |       |
| 2003 | 519   | 2008 |       |

Ifølge Østtællingen var udviklingen i antallet af dagligt afrejsende med S-tog:
| År   | Antal | År   | Antal | År   | Antal | År   | Antal |
| ---- | ----- | ---- | ----- | ---- | ----- | ---- | ----- |
| 1957 | -     | 1974 | 6.977 | 1991 | 8.959 | 2001 | 8.300 |
| 1960 | -     | 1975 | 6.672 | 1992 | 8.675 | 2002 | 7.956 |
| 1962 | -     | 1977 | 6.288 | 1993 | 8.484 | 2003 | 8.072 |
| 1964 | -     | 1979 | 8.109 | 1995 | 8.815 | 2004 | 8.364 |
| 1966 | -     | 1981 | 9.400 | 1996 | 8.924 | 2005 | 8.678 |
| 1968 | 6.596 | 1984 | 9.465 | 1997 | 8.821 | 2006 | 8.190 |
| 1970 | 6.610 | 1987 | 8.993 | 1998 | 8.343 | 2007 | 7.909 |
| 1972 | 6.886 | 1990 | 8.508 | 2000 | 8.162 | 2008 | 8.019 |